# Bressehuhn
Bressehuhn oder Bresse-Gauloise ist eine Hühnerrasse, die aus der Region Bresse nordöstlich von Lyon, gelegen zwischen Jura und Saône, stammt. Da bereits 1601 unter Heinrich IV. per „Appelation d'Origine“ festgelegt wurde, dass „das Huhn der Bresse“ unter diesem Namen in keiner anderen Region gehalten werden durfte, erhielten die Hühner dieser Rasse außerhalb ihres Heimatgebietes den Zusatz Gauloise.
Heute werden jährlich 1,2 Millionen Bressehühner produziert, bei einer französischen Gesamtproduktion von rund 650 Millionen Stück Geflügel. Volaille de Bresse, Poulet de Bresse, Poularde de Bresse und Chapon de Bresse sind geschützte Ursprungsbezeichnungen (AOC, g.U.) für Fleisch- und Schlachterzeugnisse dieser Rasse aus der Region Bresse.
In Deutschland werden weiße Wirtschaftshühner dieser Rasse wegen der geschützten Ursprungsbezeichnung und ihrer auffälligen blauen Beine auch als Les Bleues vermarktet. Im – für Wirtschaftsgeflügel typischen – weißen Gefieder zeigen Bressehühner mit dem roten Kamm und ihren blauen Läufen die Nationalfarben Frankreichs. Das nationale Vorbild des Gallischen Hahnes ist jedoch das etwas leichtere und goldhalsige Gauloise dorée.

## Merkmale
Bresse-Gauloise sind einfachkämmige, blauläufige Landhühner mit weißen Ohrscheiben, die in den Farbvarianten Schwarz, Weiß, Blau und Grau bekannt sind, wobei der weiße Farbenschlag von wirtschaftlicher Bedeutung ist. Die Bresse gelten als widerstands- und anpassungsfähige, fleißige Leger von mindestens 60 g schweren weißen Eiern. Die Tiere sind sehr lebhaft und weisen ein ausgeprägtes Erkundungsverhalten auf, sind jedoch nicht sehr flugaktiv.
Der gut abstehende Kamm wird bei der Henne umgelegt. Sie haben dunkle aber nicht schwarze Augen. Die Hähne haben ein Gewicht zwischen 2,5 und 3,0 kg, die Hennen zwischen 2,0 und 2,5 kg. Ihr Rumpf ist lang und gut gerundet, der breite Rücken fällt leicht ab. Der Schwanz ist gut entwickelt und zum Rücken stumpfwinklig angesetzt. Die Brust ist sehr breit und voll. Die Flügel liegen eng an. Mittelstarke Schenkel und mittellange, federfreie, blaue Läufe komplettieren das Bild. Die Färbung der Ohrscheiben variiert innerhalb der Farbenschläge und Geschlechter (!) von reinweiß über bläulich bis hin zu Ohrscheiben mit Roteinlagerungen.

## Herkunft und Entwicklung
Von alters her kümmerten sich die bressanischen Bäuerinnen um die Hühner, während das Großvieh Sache der Männer war. Bereits im 12. Jahrhundert werden durch den Haushofmeister des Herzogs von Burgund anlässlich eines Begräbnisses «80 Viertel Weizen, ..., 6 Fässer Weißwein, 3 Fässer Saft, 12 Pinten Senf, ... 4 Ochsen, ..., 600 Hühnchen, 4 Dutzend Gänse» bereitgestellt, was beweist, dass Hühner seit langer Zeit beliebt sind. Traditionell waren in der Bresse drei Schläge vertreten, die Schwarzen von Louhans, die Grauen von Bourg und die Weißen von Bény. Unter dem Einfluss der Händler und einer gezielten Zucht, entwickelte sich die Weiße von Bény zum eigentlichen Bressehuhn. 1904 wurde der Bresse Club gegründet, der zum Ziel hatte, einen Rassestandard aufzustellen und die Zucht zu fördern.

## Wirtschaftsgeflügel mit geschützter Herkunftsbezeichnung

Karte Gemeinden mit Volailles de Bresse

Bereits im 19. Jahrhundert begannen die Bressaner ihre Rasse zu fördern. 1862 führt Léopold Le Hon einen Geflügelwettbewerb durch. 116 Aussteller präsentierten 591 Stück Geflügel. 1864 veranlasste Graf Le Hon die bressanischen Geflügelzüchter, am Schlachttierwettbewerb in Poissy teilzunehmen, wo sie alle Ehrenpreise gewannen, gegen die Konkurrenz der Züchter aus der Normandie, aus der Flèche und aus dem Mans. Die Presse äußerte sich enthusiastisch «die übrigen (Geflügelarten) verblassen neben denjenigen aus dem Département Ain, so kunstvoll geschmückt durch ihr Weiß, ihre Feinheit und Appetitlichkeit, in der sie sich unseren Augen darbieten» (La Nation). Angesichts dieses Erfolges nahm die Bresse am 19. Dezember 1864 am nationalen Schlachttierwettbewerb in Paris teil. Mit 507 Posten, und damit über 2000 Stück Geflügel, übertrafen sie alle anderen Regionen. Im Finale schließlich trafen ein Posten Kapaune aus der Flèche auf einen Posten Hühnchen aus der Bresse aufeinander. Nach zwei Stunden eingehender Prüfung wurde der erste Preis den Bressehühnern von Joseph Gergondet aus Saint-Étienne du Bois zugesprochen. Das Urteil wurde jedoch angefochten und die Preisrichter zu einer Degustation der ausgestellten Geflügel eingeladen. Nach einem üppigen Mahl verkündete die Jury erneut den Sieg der Bressehühner – die damit Paris erobert hatten. Damit begann der Ruhm der Bressehühner – und damit auch der Betrug. Um den Missbrauch zu bekämpfen, gründeten die Züchter für jeden der Marktplätze einen Berufsverband, der peinlich über Qualität und Standard wachte. Die örtlichen Verbände schlossen sich am 13. Juli 1933 zu einem regionalen Geflügelverband zusammen (Fédération des Syndicats Avicoles). Um 1930 tauchte die Idee auf, die Poulets mit einem Aluminiumclip zu versehen, der die Echtheit des Bressehuhns belegen soll. Bis zur endgültigen Einführung sollte aber noch einige Zeit vergehen, nicht zuletzt vor den Schranken der Gerichte.

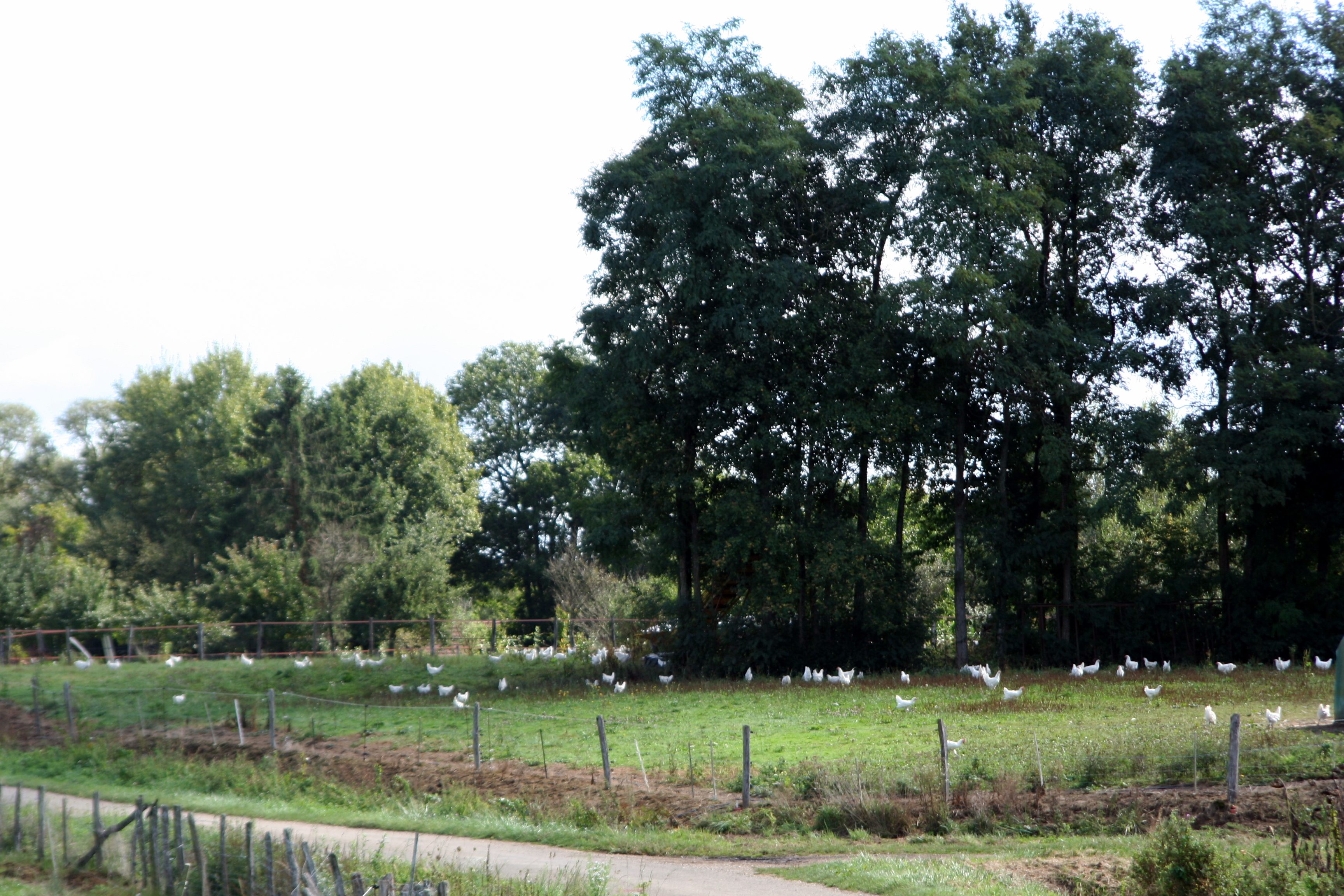
Die Bresse: grüne Wiesen mit weißen Punkten

Die Geschichte setzte sich fort mit dem Umzug eines Alphonse Perraud, der aus der Gemeinde Péronnas bei Bourg-en-Bresse in den Weiler namens France in der Gemeinde Meillonnas umzog, um dort weiterhin seine Hühner zu züchten. Die 15-Kilometer-Distanz waren noch keines Aufhebens wert. Auch Meillonas liegt mit seinem unteren Teil im Gebiet der Bresse – nicht aber der Weiler France, der geologisch dem Jura zuzuordnen ist. Als Perraud fortfuhr, seine Hühner zu züchten und als Bressehühner zu verkaufen, brachte ihn der Geflügelverband vor Gericht, um dort eine Definition der Bressehühner zu erstreiten. Eine Expertenkommission legte schließlich das genaue Gebiet fest, in welchem Bressehühner gezüchtet werden dürfen, um auch als solche zu gelten und dem Namensschutz zu unterliegen (Appellation d’Origine Contrôlée, AOC). Am 22. Dezember 1936 triumphierten die Geflügelzüchter, allen voran der „Geflügelpapst“ Cyrille Poncet, der damit erreicht hatte, dass die Überlegenheit der Bressehühner gerichtlich bewiesen ist.
1953 wurde ein Verband gegründet, der sämtliche Zweige der Geflügelzucht in der Bresse zusammenfasst (CIVB: Comité interprofessionnel de la Volaille de Bresse, nicht zu verwechseln mit dem CIVB: Comité interprofessionnel des vins de Bordeaux) und zwei Jahre später wurde das Zentrum in Béchanne ins Leben gerufen, das die Züchter mit gesunden Eiern beliefert, um den Rassenstandard zu erhalten. Diese Anstrengungen führten schließlich dazu, dass die Nationalversammlung am 1. August 1957 dem Gesetz N°57-866 zustimmte, welches erstmals einem Lebewesen den Namensschutz AOC erteilte.

### Herkunftsbezeichnung
Für die Herkunftsbezeichnung AOC werden folgende gleichwertigen Begriffe gebraucht: Volaille de Bresse (Geflügel), Poularde de Bresse (Masthühnchen) und Chapon de Bresse (Kapaun). Die Hühner gehören zur Rasse Bresse-Gauloise mit weißem Gefieder. Der AOC-Schutz wurde bereits 1957 zuerkannt, nachdem bereits 1936 in einem Urteil des erstinstanzlichen Zivilgerichts von Bourg-en-Bresse das Produktionsgebiet genau umschrieben wurden, zusammen mit einigen Regeln, damit der Zusatz de Bresse verwendet werden durfte. Im Decret vom 18. Dezember 2009 erfolgte die vorläufig letzte Regelung.
Ein Bressehuhn ist stets ein Freilandhuhn, es wird auf mindestens 10 m² pro Tier ausschließlich mit regional angebautem Mais oder Buchweizen gefüttert und direkt beim Züchter geschlachtet. Der enorme Platzbedarf, die teure Ernährung und das Mindestschlachtalter von 4 Monaten schlagen sich im Preis nieder. Kurz vor der Schlachtung wird 10 bis 15 Tage eine Hühnermast bei Dunkelheit durchgeführt und Milch zugefüttert. Ein echtes Bressehuhn trägt beim Verkauf ein blau-weiß-rotes Gütesiegel und darf in Deutschland, entgegen den Bestimmungen für deutsches Geflügel, auch mit Kopf und Füßen verkauft werden. Beim jährlich im Dezember stattfindenden Concours des Volailles „Les Glorieuses“ werden in Louhans, Pont-de-Vaux, Montrevel-en-Bresse und Bourg-en-Bresse die besten Kapaune und Poularden aus der Bresse gekürt.
Das Produktionsgebiet umfasst 353.600 ha und 185 Züchter (davon 92 im Ain, 7 im Jura und 86 in Saône-et-Loire). 2009 wurden 979.253 Küken in die Aufzucht gegeben (38 % im Ain, 3 % im Jura und 59 % in Saône-et-Loire), daraus wurden 15.876 Chapons, 51.959 Masthühner und 692.183 Poulets produziert. Das Produktionsgebiet umfasst 275 Gemeinden, die in einem Rechteck liegen, das etwa 100 Kilometer lang und 40 Kilometer breit ist und durch das Urteil vom 22. Dezember 1936 genauestens definiert ist. Die Gemeinden liegen in den Regionen Auvergne-Rhône-Alpes und Bourgogne-Franche-Comté.

### Produktion
Vom Ei bis zum bratfertigen Hähnchen sind verschiedene Instanzen beteiligt. Die Vorschriften und die modernen Produktionsmethoden erschweren, dass alle Produktionsschritte beim Geflügelzüchter erfolgen. Während im 19. Jahrhundert ein Züchter jährlich 200 bis 300 Hähnchen produzierte, waren 1947 auch 1000 pro Jahr noch die Obergrenze. Heute wird teilweise das Zehnfache – und dadurch kostengünstiger – produziert.

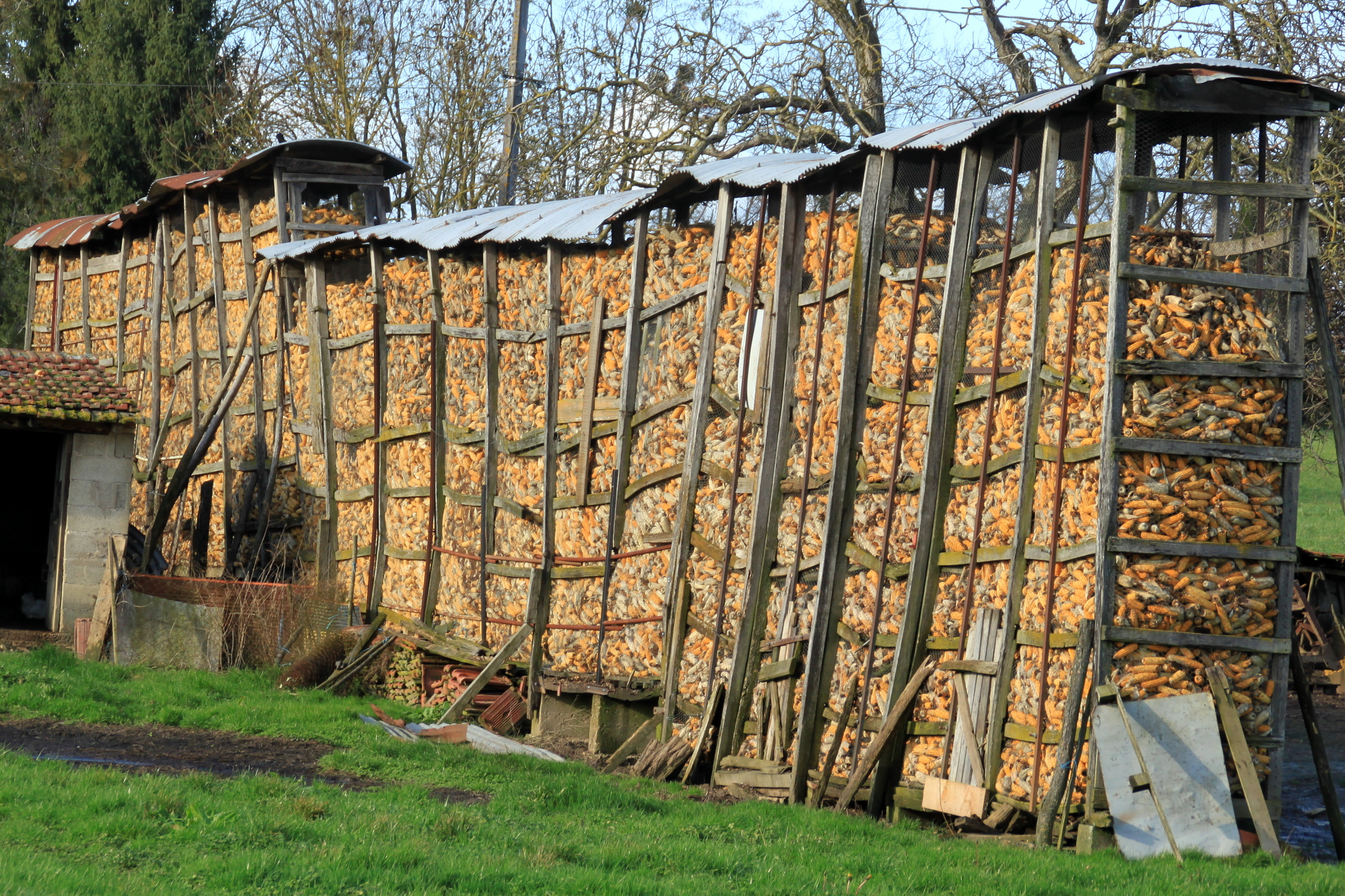
Maissilo in Bouhans

#### Die Brutanstalt

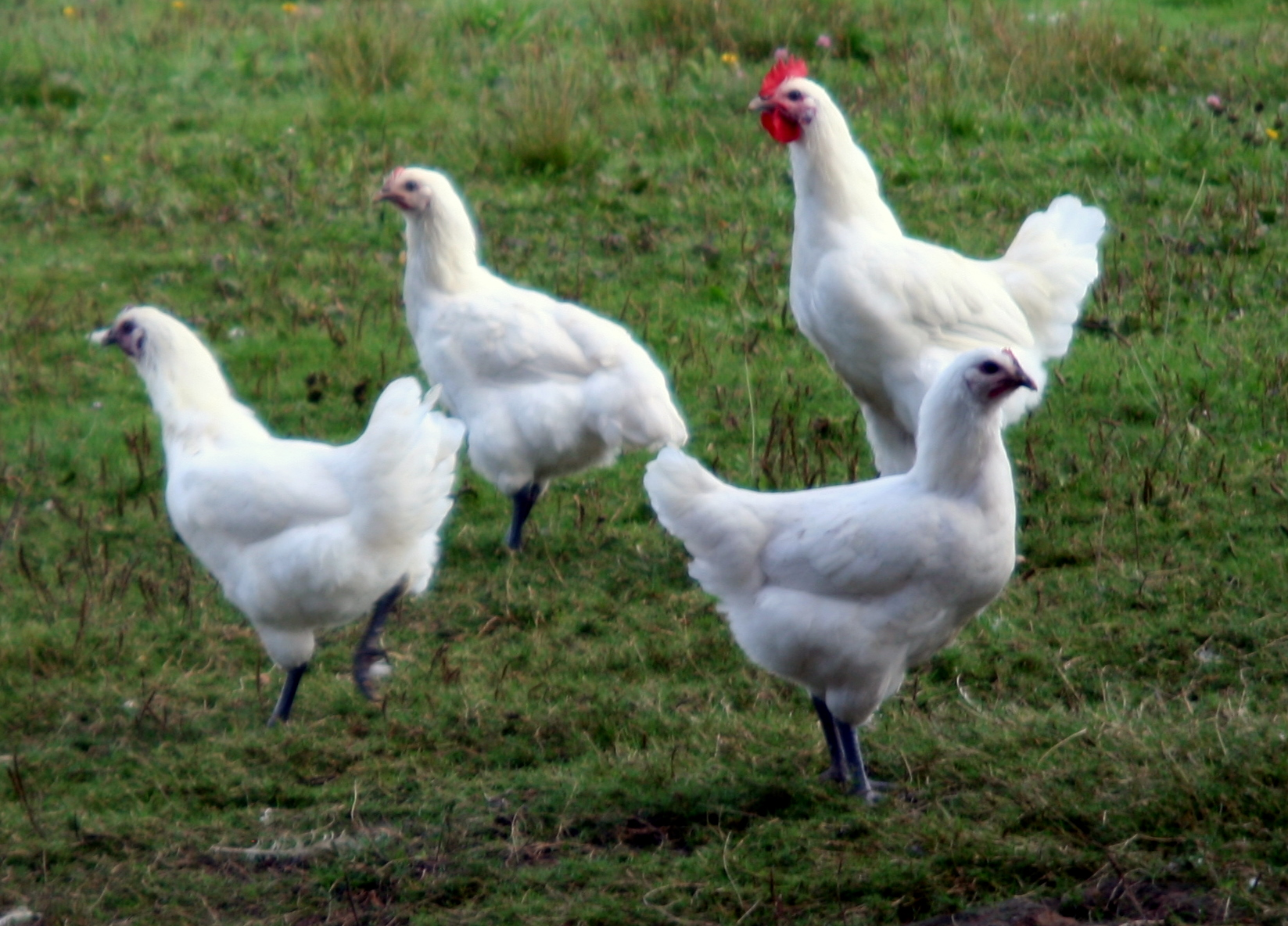
Bressehühner

Die größte Brutanstalt ist das Centre de Séléction de Bechanne, das sich mit zwei kleineren Brutanstalten in der Bresse in die Produktion von über einer Million Küken teilt. Die technische Entwicklung, Krankheiten, Jahreswechsel u. dgl. haben die kleineren Brutanstalten verschwinden lassen. Die Zuchthühner und -hähne befinden sich ebenfalls bei der Brutanstalt, so bestehen kurze Wege und die Kontrolle über die Reinheit der Rasse. Das Schlüpfen der Küken erfolgt in der Brutanstalt. Von dort werden die rund 250 Züchter mit eintägigen Küken bedient; sie sind für die künftige Entwicklung der Hühner verantwortlich.

#### Der Züchter
Nach der Ankunft der Küken beim Züchter werden diese während höchstens fünf Wochen im Stall mit Wärmelampen gehalten und erhalten ein Mischfutter. Die Überwachung von Temperatur, Nahrungsaufnahme, Frischwasser, Streu, Licht und der Schutz vor Räubern und Schädlingen beschäftigen den Züchter. Anschließend an diese geschützte Lebensphase werden die Tiere in Freiheit gehalten. Vor diesem Wechsel wird das Mischfutter reduziert und entsprechend ergänzt durch Zerealien (vorwiegend Mais) und Milch, eine Ergänzung, die die Hühner bis an ihr Lebensende erhalten werden. Während der folgenden mindestens neun Wochen lebt das Bressehuhn artgerecht. Es stehen ihm mindestens 10 m² fruchtbare Wiese zur Verfügung. Nebst dem Zusatzfutter aus gemahlenem Mais und Trockenmilch ernährt sich das Huhn vorwiegend von Mollusken (Schnecken und Würmern), Larven, Insekten etc., aber auch von Gräsern und Kräutern. Die natürliche Ernährung, zusammen mit der natürlichen Bewegung im Zusammenhang mit der Futtersuche, sowie die frische Luft und die Sonne, lassen das Huhn wachsen, „Filet“ ansetzen und ein wohlschmeckendes Fleisch produzieren. Der Züchter achtet in dieser Zeit besonders auf räuberische Feinde (Fuchs, Greifvögel, Ratten, wildernde Hunde) und sein Tagesablauf richtet sich nach den Bedürfnissen seiner Tiere: Morgens und zur Dämmerung wird nach nachtaktiven Insekten, Würmern und Schnecken gesucht. Züchter verschließen zum Schutz der Tiere den Stall. Schließlich folgt die letzte Etappe beim Züchter. Nach dem Einstallen werden die Hühner eingefangen und in einen dunklen, ruhigen Raum verbracht. Tags darauf werden die Ringe angebracht, auf denen der Name des Züchters und seine Adresse stehen, zusammen mit dem Vermerk Bresse. Anschließend werden die Zehennägel geschnitten, damit sich die Hühner nicht kratzen können und sie werden in hölzerne Reihenställe verbracht. Hier erhalten die Hennen während acht bis zehn Tagen ein teigiges Futter, d. h. Mais wird mit heißem Wasser angerührt und mit Milchpulver oder Kuhmilch ergänzt. Diese Phase dient dazu, dass das Huhn ein gesundes Fett ansetzt, einerseits wegen ausreichender Ernährung, andererseits wegen fehlender Bewegungsmöglichkeit. Für Hähne dauert diese Endphase ungefähr 14 Tage.

#### Der Schlachthof

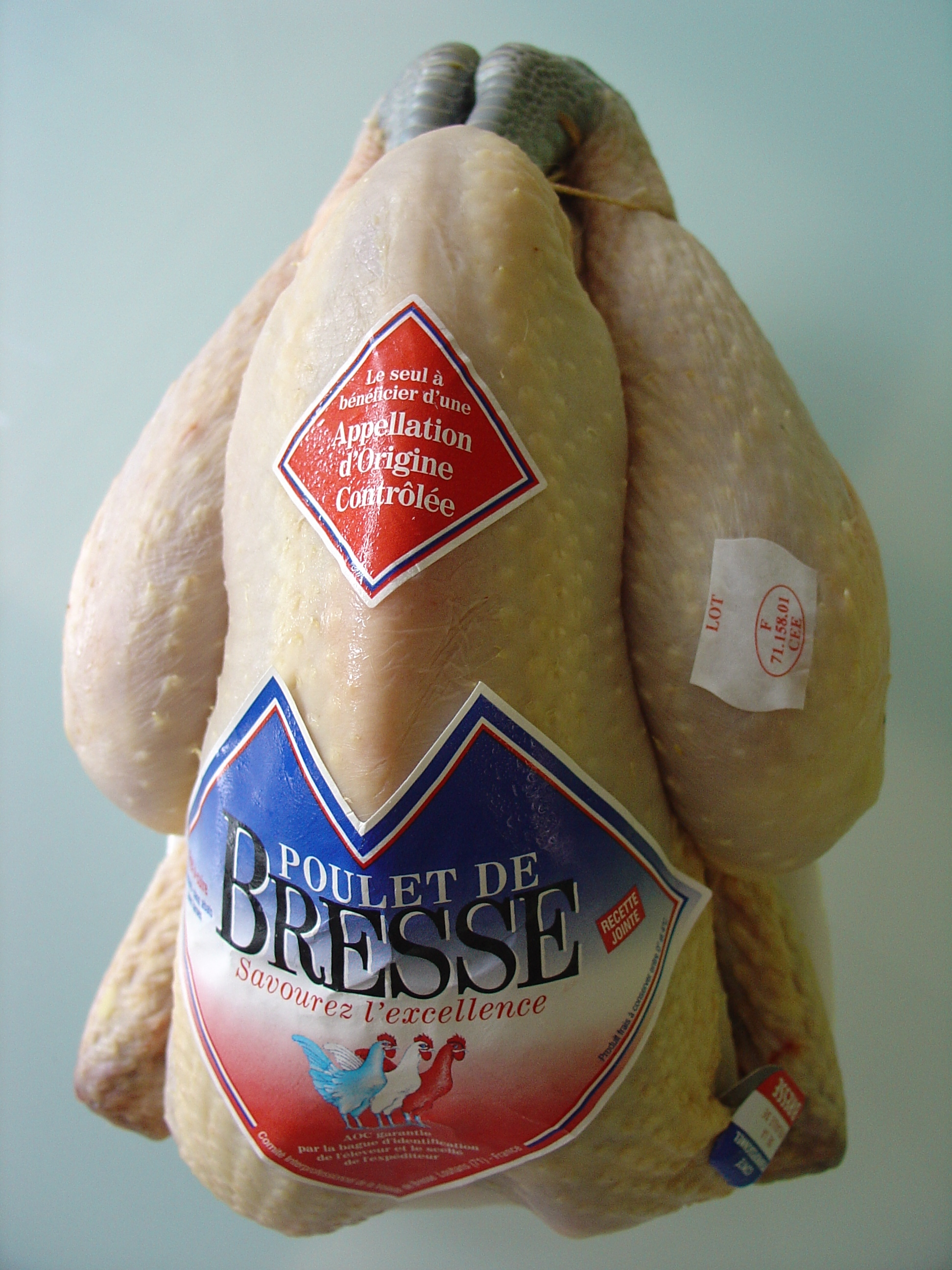
Küchenfertiges Bressehuhn

Es ist unwahrscheinlich, dass ein Bressehuhn in Einzelstücken (Schenkel, Flügel, Filet) verkauft wird. Nur ein ganzes Huhn mit Kopf und Füßen kann ein Bressehuhn sein, zusammen mit dem Fußring und der Etikette des Schlachthofes. Das Schlachten beinhaltet deshalb einen großen Anteil an Handarbeit. Als erstes wird das Huhn betäubt, sei es durch einen Schlag oder einen Elektroschock. Anschließend wird das Tier ausgeblutet durch einen Gaumenschnitt, so dass keinerlei äußerlich sichtbaren Verletzungen entstehen. Das vollständige Ausbluten ist wichtig, um die weiße Farbe zu erhalten. Dem Huhn werden durch die Kloake lediglich die Gedärme entnommen; Magen, Leber, Niere, Herz und Lunge verbleiben in der Karkasse, die unverletzt bleiben muss. Schließlich werden die großen Federn maschinell entfernt und die Daunen sorgfältig von Hand gerupft. An Kopf und Hals verbleiben die Federn, damit der Konsument den roten Kamm und das weiße Gefieder kontrollieren kann. Auch die blauen Beine und Füße verbleiben am Tier und werden zusammen mit den Flügeln gefaltet und zusammengebunden.
Erfüllen einzelne Teile die Bedingungen nicht, wird das Huhn deklassiert, der Fußring wieder entfernt und dem Züchter zum Rückkauf angeboten. Nur einwandfreie Tiere gelangen schließlich in den Handel bei Metzgern, Restaurateuren oder auf dem Markt, was durch eine Etikette des CIVB auf dem Rücken des Tieres belegt wird.

#### Kennzeichnung

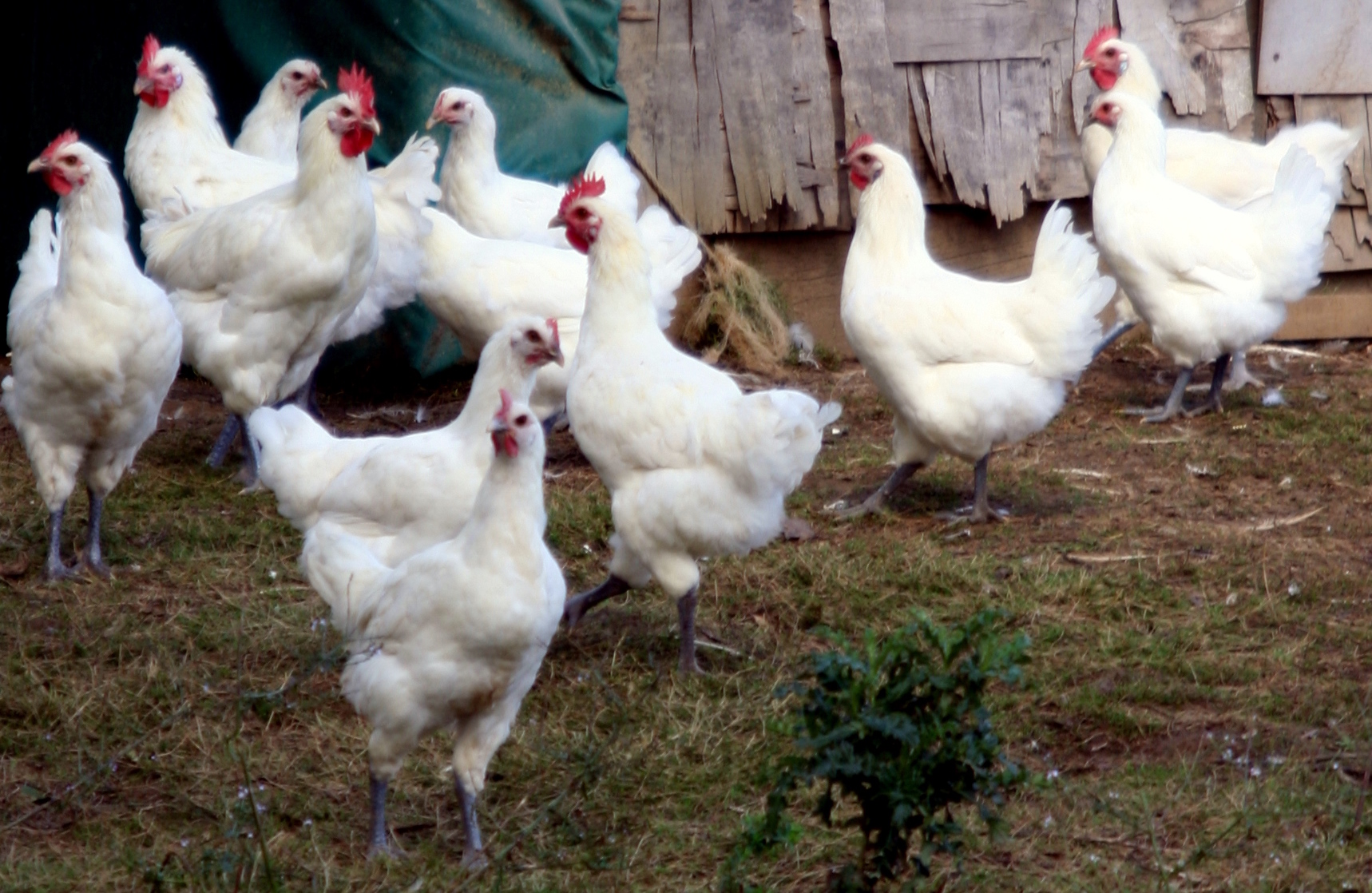
Bressehühner: Bleu - Blanc - Rouge - die Nationalfarben Frankreichs

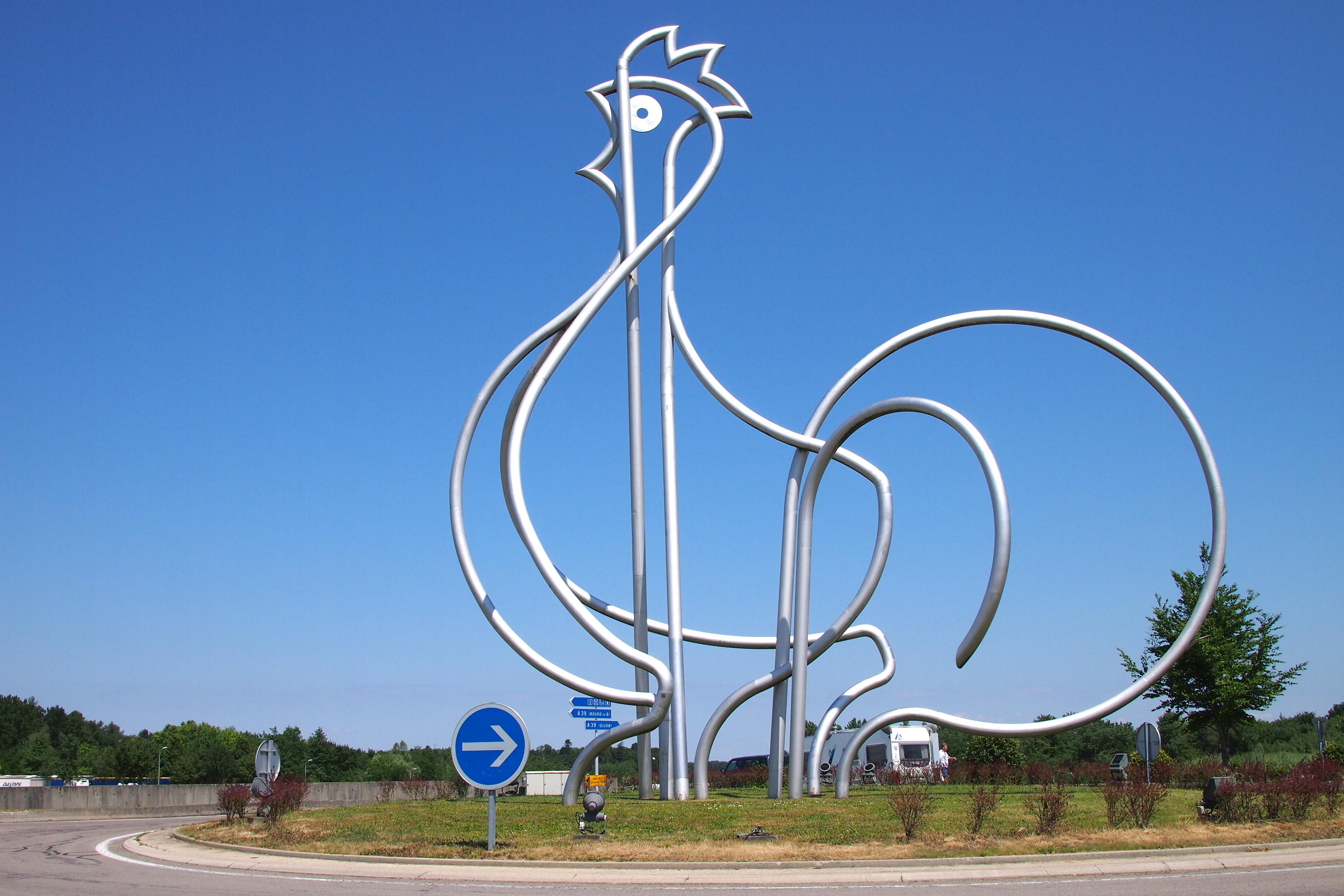
Bressehuhn-Skulptur aus Inox an der Autobahnraststätte Aire du Poulet de Bresse

Das küchenfertige Bressehuhn zeichnet sich durch den Fußring des Züchters, das Siegel des Schlachthofes am unteren Ende des Halses, das Identifikationssiegel für Kapaune und Masthühnchen und durch die Etikette des CIVB (Comité Interprofessionelle de la Volaille de Bresse). Das Endprodukt gelangt normalerweise mit befiedertem Kopf und Hals, sowie mit Beinen und Füßen in den Verkauf, die Innereien sind noch vorhanden, mit Ausnahme der Gedärme. Gegen die Standardisierungsbemühungen der EU – die den Verkauf mit Beinen, Hals und Kopf untersagen wollte – hat sich die CIVB erfolgreich gewehrt, die Besonderheit des Bressehuhns wird heute auch in Brüssel anerkannt. Mittlerweile werden Bressehühner auch küchenfertig verkauft, lediglich die Beine bis zu den Fußgelenken sind noch dran, um den Siegelring dem Kunden zu präsentieren (siehe Foto rechts).

## Zucht in Deutschland

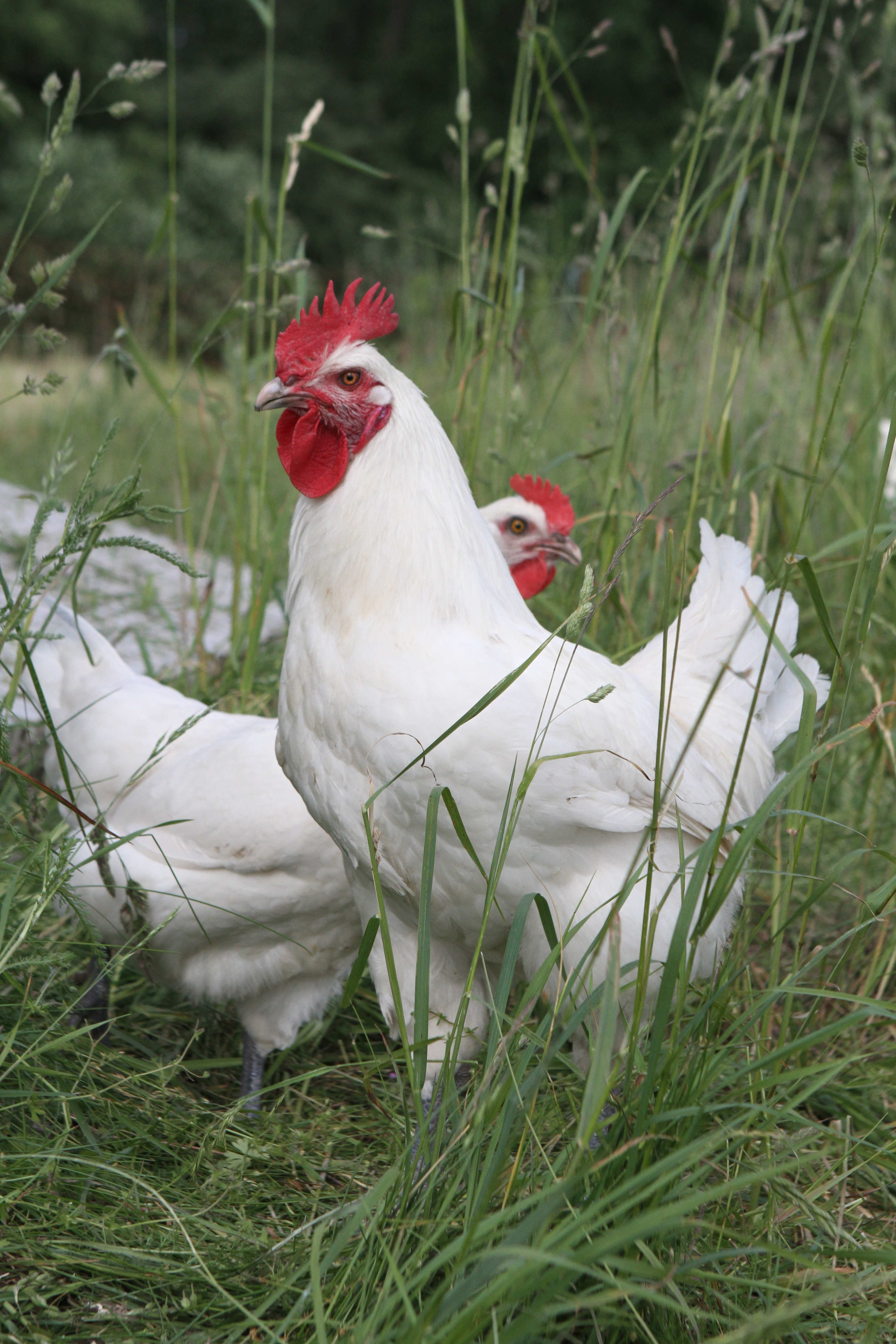
Les-Bleues-Hühner

In Deutschland besteht keine nennenswerte kommerzielle Zucht vom Bressehuhn. Neben der privaten Hobbyzucht und der Haltung in kleinbäuerlichen Betrieben werden sie als Zweinutzungshühner in der ökologischen Geflügelhaltung genutzt. Durch die Vermarktung von Fleisch und Eiern der Tiere soll so eine Alternative zur herkömmlichen Geflügelzucht geschaffen werden, welche sich entweder auf Ei- oder Fleischhochleistung spezialisiert hat. Einige von ihnen werden wegen der blauen Ständer (Beine, Läufe) und der französischen Herkunft der Rasse als Les Bleues vermarktet.
Innerhalb der Initiative zur Erhaltung alter Geflügelrassen wurde 2012 ein Zuchtring Weiße Bresse gauloise gegründet, um die in Deutschland vorhandenen Tiere genetisch optimal zu kombinieren und die Zucht zu optimieren.